# Batismo de Jesus

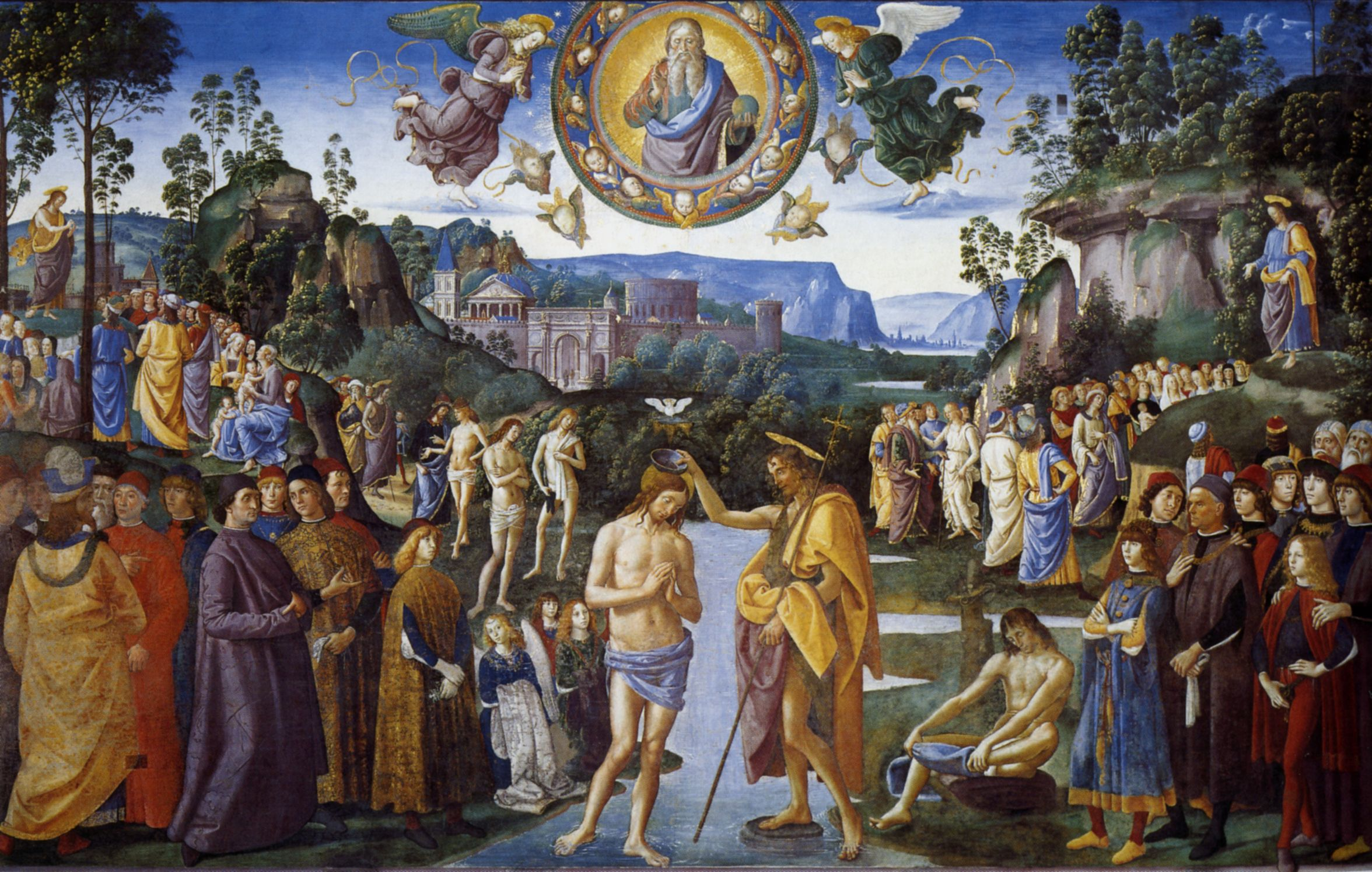
Batismo de Cristo 1481-1483. Por Perugino, na Capela Sistina, no Vaticano.

O batismo de Jesus marca o início do ministério público de Jesus. Este evento é narrado nos três evangelhos sinóticos (Mateus, Lucas e Marcos), enquanto que em João 1:29–33, que não é uma narrativa direta, João Batista testemunha o episódio. O batismo é um dos seis eventos mais importantes da narrativa evangélica sobre a vida de Jesus, os outros sendo a encarnação do verbo e nascimento, a transfiguração, a crucificação, a ressurreição e a ascensão.
João Batista pregava o "batismo pela água", não de perdão ou contrição, mas para a remissão dos pecados (Lucas 3:3) e se declarava um precursor d'Aquele que iria batizar "com o Espírito Santo e com o fogo" (Lucas 3:16). Ao fazê-lo, ele estava preparando o caminho para o "Senhor". Jesus veio até o Rio Jordão, onde ele foi batizado por João num lugar que é tradicionalmente conhecido como Qasr al-Yahud ("Castelo dos Judeus"). Este evento termina com o céu se abrindo, a descida do Espírito Santo na forma de uma pomba e uma voz divina anunciando: "Tu és o meu Filho dileto, em ti me agrado.". A voz combina frases chave do Antigo Testamento: "Meu Filho" (o rei da linhagem de David adotado como Filho de Deus em Salmos 2:1 e Salmos 10:1, "dileto" (ou "bem-amado" - como Isaque em Gênesis 22:) e "em ti me agrado" (o servo de Deus em Isaías 42:1)
A maior parte das denominações cristãs veem o batismo de Jesus como um evento importante e a base para o rito cristão do batismo (veja também Atos 19:1–7). A controvérsia reside principalmente com a relação do ato com a heresia do cristianismo primitivo conhecida como adocionismo, que pregava que Jesus só ali se tornou o Filho de Deus.
No cristianismo oriental, o batismo de Jesus é comemorado no dia 6 de janeiro, a festa da Epifania. Na Igreja Católica, na Comunhão Anglicana e em outras denominações ocidentais, ela é relembrada num dia da semana seguinte, a festa do Batismo do Senhor. No catolicismo romano, o batismo de Jesus é um dos Mistérios Luminosos do Santo Rosário.

## Relatos bíblicos

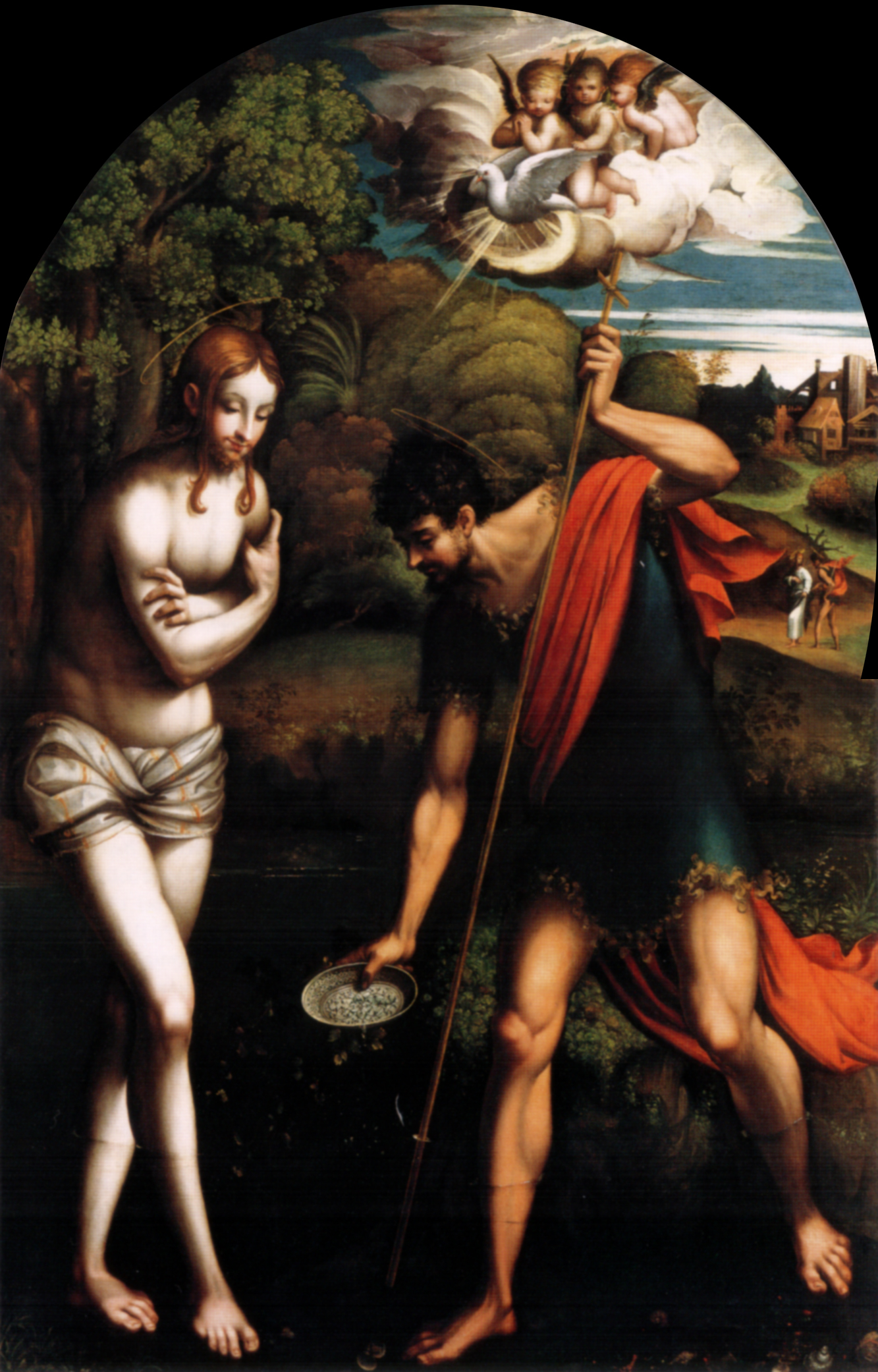
Batismo de Jesus 1520. Por Parmigianino, atualmente na Berlin Staatliche Museen - Gemäldegalerie, em Berlim.

Nos evangelhos, os relatos do batismo de Jesus são sempre precedidos por informações sobre João Batista e seu ministério. Neles, João pregava pela contrição e pelo arrependimento para remissão dos pecados e encorajava as esmolas para os pobres (como em Lucas 3:11) conforme ele ia batizando as pessoas na região do rio Jordão, próximo da Pereia, por volta do início do período conhecido como ministério de Jesus. O Evangelho de João (João 1:28) especifica "Betânia, além do Jordão", ou seja Bethabara, na Pereia, quando ele se refere pela primeira vez a ele e, depois, João 3:23 se refere a mais batismos num lugar chamado "Enom, perto de Salim" "porque havia ali muitas águas".
Os quatro evangelhos não são as únicas referências ao ministério de João na região do Jordão. Em Atos 10:37–38, Pedro se refere a como o ministério de Jesus se iniciou "depois do batismo que pregou João". Nas Antiguidades Judaicas (18.5.2), o historiador judeu do século I Flávio Josefo também escreveu sobre João Batista e sua morte na Pereia.
Nos evangelhos, João já vinha profetizando (como em Lucas 3:16) a vinda de alguém "mais poderoso do que eu". Paulo também se refere a esta antecipação por João em Atos 19:4. Em Mateus 3:14, ao se encontrar com Jesus, João diz: "Eu é que preciso ser batizado por ti, e tu vens a mim?". Porém, Jesus o convence a batizá-lo mesmo assim. Na cena batismal, após Jesus emergir da água, o céu se abre e uma "voz divina" diz: "Tu és o meu Filho dileto, em ti me agrado.". O Espírito Santo então descende sobre Jesus na forma de uma pomba em Mateus 3:13–17, Marcos 1:9 e Lucas 3:21–23. Em João 1:29–33, em vez de uma narrativa direta, encontramos João Batista testemunhando o evento.
Este é um dos casos nos evangelhos onde uma voz divina chama Jesus de "Filho", sendo a outra durante a transfiguração de Jesus.
Após o batismo, os evangelhos sinóticos seguem descrevendo a tentação de Jesus, mas João 1:35 narra o primeiro encontro entre Jesus e dois de seus futuros discípulos, que eram na época discípulos de João Batista. Nesta narrativa, no dia seguinte, João Batista vê Jesus novamente e o chama de Cordeiro de Deus e "Os dois discípulos, ouvindo dizer isto, seguiram a Jesus". Um deles é chamado de André, mas o nome do outro não é revelado. Raymond E. Brown levanta a hipótese de que o outro poderia ser o autor do Evangelho de João, João Evangelista. Seguindo na narrativa, os dois agora passaram a ser discípulos de Jesus daí em diante e trazem outros para o grupo. Eventualmente, em Atos 18:24 até Atos 19:6, estes discípulos terminam por se misturar ao corpo maior de seguidores de Jesus.

## Local

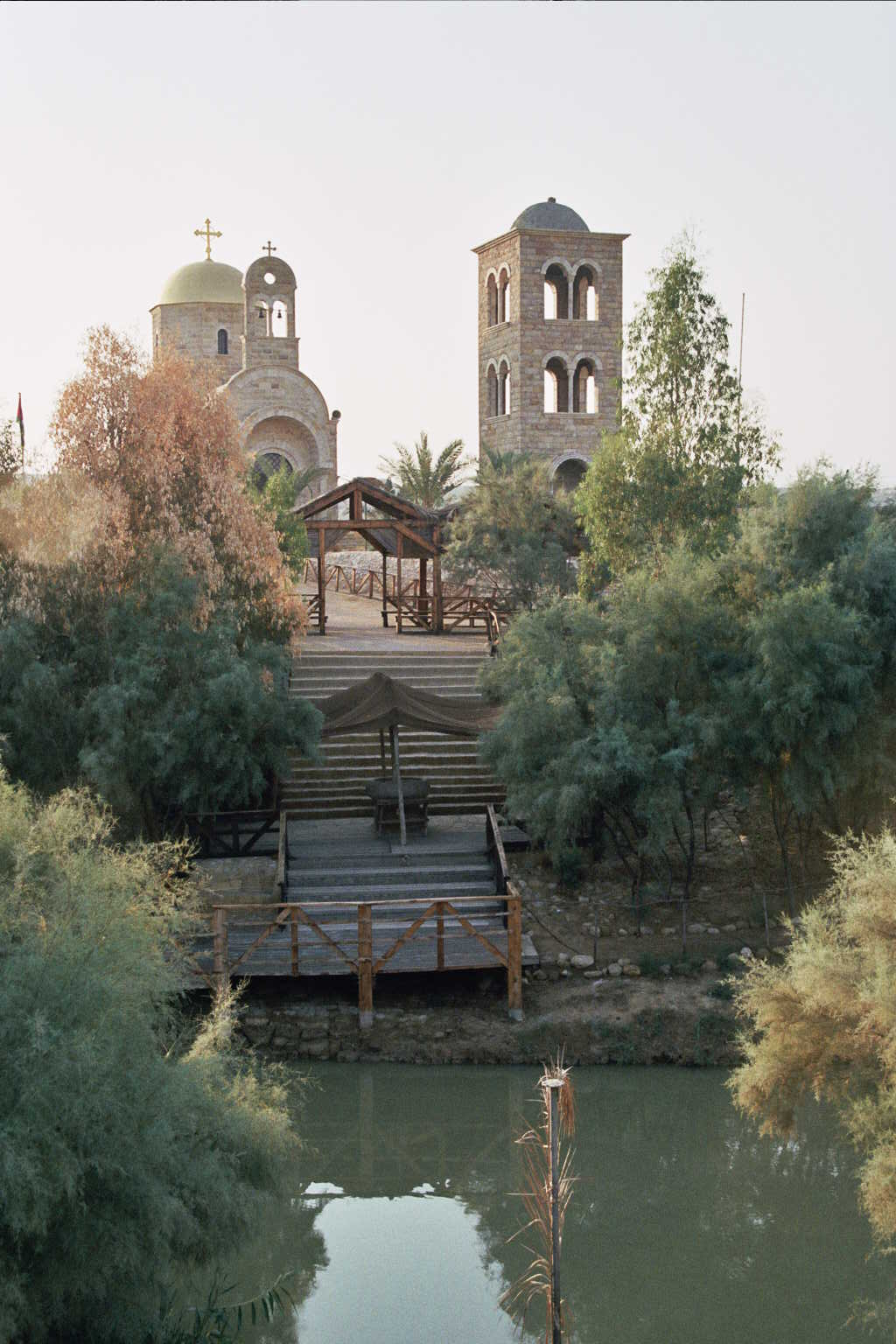
Qasr el Yahud, o lugar apontado como local do batismo de Jesus.

No Novo Testamento, João Batista é descrito como habitando a região do deserto do mar Morto. E depois iniciou sua pregação na região da Judeia, tendo instituído o Batismo como doutrina proveniente de Deus e caminho da salvação eterna. Alguns estudiosos descrevem esta região como uma das mais corrompidas da época. Algumas tradições religiosas indicam o local de pregação de João Batista próximo a atual Ponte Allenby. Jesus encontrou João Batista anunciando a palavra de Deus nas margens do rio Jordão e lá foi batizado por ele, marcando o início de seu ministério.
O local de batismo turístico oficial de Israel é onde o mar da Galileia flui para o rio Jordão. Este local é muito distante do atual local onde supõe-se que João Batista tenha batizado Jesus. Esta realocação foi realizada para evitar conflitos com a Jordânia.
O local onde se acredita que Jesus foi batizado, nas margens do rio Jordão, esteve proibido desde a Guerra dos Seis Dias, em 1967. Devido ao conflito, igrejas e mosteiros da área foram abandonados e as forças israelitas acabaram por colocar minas nos locais. Em abril de 2020 terminou o trabalho que estava em curso para limpar estes espaços — e devolvê-los ao culto. Em 10 de janeiro de 2021 (dia em que a Igreja celebrou o Batismo de Cristo), foi a celebrada a primeira missa.

## Cronologia
O batismo de Jesus é geralmente considerado como o início do seu ministério, logo após o início do ministério de seu primo, João Batista. Em Lucas 3:1–2 podemos ler:
| “ | «No décimo quinto ano do reinado de Tibério César, sendo Pôncio Pilatos governador da Judeia, Herodes tetrarca da Galileia, seu irmão Filipe tetrarca da região da Itureia e Traconites, e Lisânias tetrarca de Abilene, sendo sumos sacerdotes Anás e Caifás, veio a palavra de Deus a João, filho de Zacarias, no deserto.» (Lucas 3:1–2) | ” |

Há, porém, duas tentativas de determinar quando o reinado de Tibério César se iniciou. A tradicional é assumir que o reino de Tibério começou quando ele se tornou co-regente, em 11 d.C., o que colocaria o início do ministério de João Batista por volta do ano 26 d.C. Porém, alguns acadêmicos assumem que ele começou com a morte de seu predecessor, Augusto, em 14 d.C., implicando que o ministério de João teria começado em 29 d.C.
As datas geralmente aceitas para o início do ministério de João baseadas neste trecho ficam, portanto, entre 26-29 d.C., com o ministério de Jesus e o Seu batismo ocorrendo logo em seguida.

## Cena do batismo
Em Lucas, Jesus é observado por uma grande multidão que se reunira para ver João e ser batizada por ele, enquanto que em Marcos não há menção de mais ninguém fora Jesus e João na ocasião. A cena se inicia em Lucas e Mateus com João proferindo um polêmico discurso, aparentemente contra os fariseus e saduceus, ali presentes. Lucas e Mateus então se reencontram com o relato de Marcos, que não trata dele, retratando Jesus descendo em direção a João e sendo batizado por ele.
Enquanto Lucas é explícito sobre o Espírito de Deus descendo no formato de uma pomba, a escolha de palavras em Mateus é vaga o suficiente para que possa ser interpretada como apenas sugerindo que tal descida teria tomado a forma de uma pomba. Há uma variada gama de simbolismo relacionado às pombas na época em que estas passagens foram escritas. Enquanto Howard Clarke acredita que eles remetem à figura de Noé enviando a pomba para encontrar terra seca, sendo assim um símbolo do renascimento, Albright e Mann notam que em Oseias, a pomba é símbolo do povo de Israel. Seja qual for o significado dos evangelhos sinóticos, a iconografia da pomba se tornou a partir daí o símbolo do Espírito Santo na arte cristã.

## Relatos apócrifos e heterodoxos

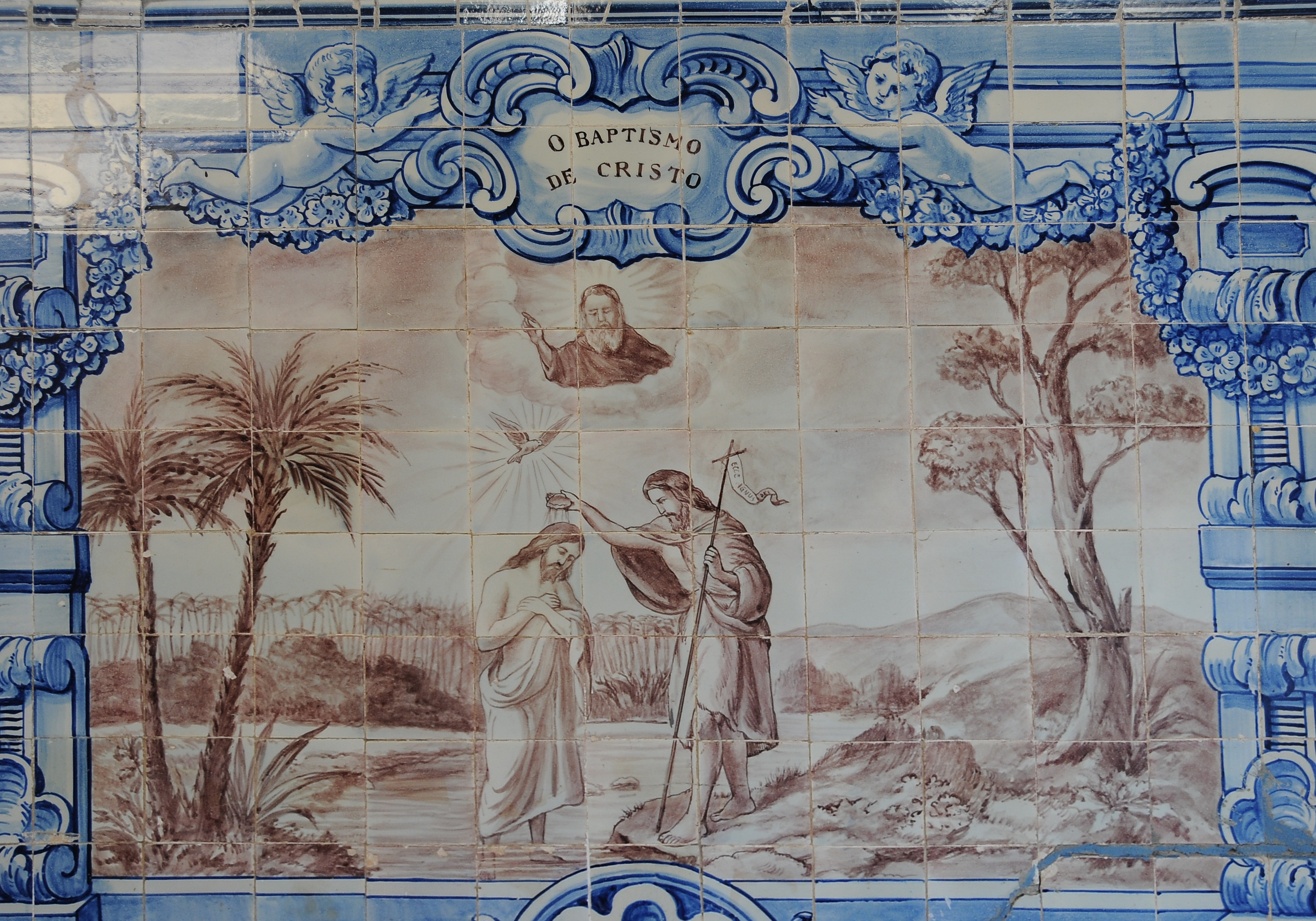
Batismo de Jesus Em Portugal dos Pequenitos, Coimbra, Portugal.

O batismo de Jesus aparece nos apócrifos do Novo Testamento e em algumas crenças consideradas heréticas pelo cristianismo majoritário.
De acordo com o Evangelho dos Hebreus, do qual sobraram apenas fragmentos, a sugestão para que Jesus fosse se batizar com João veio da mãe e dos irmãos de Jesus, sendo que Ele originalmente teria resistido, dizendo "Em que eu teria pecado para precisar ser imergido por ele? A não ser, claro, que exatamente isso que agora eu digo seja o pecado da ignorância e da presunção.".
O adocionismo, a crença de que o homem Jesus foi adotado como Filho de Deus era uma das duas cristologias mais populares do século II. Um tipo de adocionismo, como o que era mantido pelos ebionitas (judeo-cristãos), defendia que Jesus se tornara o Filho de Deus no seu batismo. O outro defendia que isso teria acontecido na ressurreição.
O proto-gnóstico do século I Cerinto ensinava que Cristo (um espírito) adentrou no homem Jesus em seu batismo, permanecendo distinto dele (guiando-o e ensinando-o), e deixou-o na crucificação.

## Representações artísticas
As representações do Batismo de Jesus são muito antigas e podem ser vistas já nas catacumbas romanas, em um afresco na Catacumba de Calixto, na cripta de Lúcia, do século II. É uma composição simples em que aparecem somente Jesus a João Batista. Mais tarde, a partir do século VI, a cena se enriquece com detalhes, como a presença de anjos que atuam com acólitos. O rio Jordão muita vezes é destacado e os artistas muitas vezes o representam como as barbas de Deus. Outro elemento recorrente é um cervo que bebe pacificamente nas águas do rio.
Nos séculos XIII e XIV os artistas alteram a cena. Em vez de ver Jesus submergido nas águas, se vê João que derrama água sobre a cabeça de Jesus com o auxílio de uma concha, como se pode contemplar nos baixos-relevos da porta do Batistério em Florença. Muitos artistas do Renascimento representam Jesus orando e recebendo a água derramada e anjos participando deste ato solene.